# Murnau am Staffelsee
Murnau am Staffelsee (eller: Murnau a.Staffelsee) er en købstad (markt) i Landkreis Garmisch-Partenkirchen i Regierungsbezirk Oberbayern i den tyske delstat Bayern.
Historisk hører den til regionen Werdenfelser Land. Murnau ligger i landskabet Alpenvorland i umiddelbar nærhed af Bayerske Alper ca. 70 km syd for München. Staffelsee ligger nordvest for byen, der dog kun har en kort kyststrækning, med en anløbsplads for både.

## Personer fra eller med tilknytning til byen
- Placidus von Camerloher (1718–1782), Komponist
- Johann Michael Wittmer (1802–1880), Maler
- Christoph Probst (1919–1943), Modstandsmand, medlem af Weißen Rose
- Thomas Alder (1932–1968), Skuespiller
- Wolf Nöhren (* 1944), Arkitekt og Designer
- Wassily Kandinsky (1866–1944) levede i perioder i byen.
- Gabriele Münter (1877–1962), Kandinskys livsledsager; døde i Murnau.